# 3852 Glennford
3852 Glennford eller 1987 DR6 är en asteroid i huvudbältet som upptäcktes den 24 februari 1987 av den belgiske astronomen Henri Debehogne vid La Silla-observatoriet. Den är uppkallad efter den amerikanske skådespelaren Glenn Ford.
Asteroiden har en diameter på ungefär 18 kilometer och den tillhör asteroidgruppen Themis.